# 成都北路
成都北路是中華人民共和國上海市一條南北走向道路，也是黃浦區與靜安區的界路，北起南苏州路，南至延安中路。全长2023米，道路上為南北高架路。成都北路的南苏州路至凤阳路段最初因附近有大王廟所以得名大王庙路。清光绪三十一年（1905年）改名成都路，路名來自四川成都。中華民国3年至6年（1914年至1917年）道路向南延伸，並更名為北成都路。中華民国35年（1946年）更名為成都北路。1994年，道路的延安中路至大沽路段改名為老成都北路。

## 交会道路（北向南）
- 南苏州路
- 新闸路
- 山海关路
- 北京西路
- 凤阳路
- 南京西路
- 江阴路
- 威海路
- 大沽路、老成都路
- 延安东路/延安中路